# (1930) Люцифер
(1930) Люцифер (лат. Lucifer) — небольшой тёмный астероид главного пояса, который был открыт 29 октября 1964 года американским астрономом Элизабет Рёмер на станции USNO Флагстафф и назван в честь одного падшего ангела Люцифера, отождествляемого в христианстве с дьяволом.

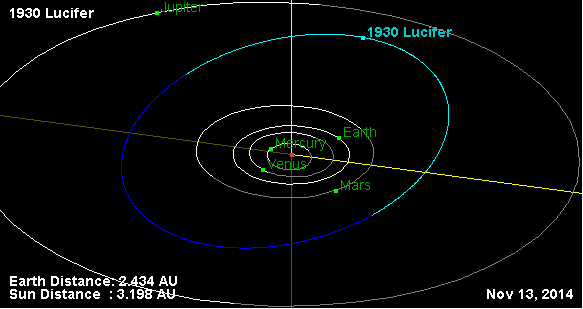
Орбита астероида Люцифер и его положение в Солнечной системе

Фотометрические наблюдения, проведённые в 2005 году в обсерватории Palmer Divide, позволили получить кривые блеска этого тела, из которых следовало, что период вращения астероида вокруг своей оси равняется 13,056 ± 0,005 часам, с изменением блеска по мере вращения 0,43 ± 0,02 m.